# ويكيبيديا الإنجليزية
ويكيبيديا الإنجليزية (بالإنجليزية: English Wikipedia) هي إصدار اللغة الإنجليزية من موسوعة ويكيبيديا، أُطلِقَت في 15 يناير 2001، ووصل عدد مقالاتها يوم 4 أغسطس 2025 إلى 7٬033٬830 مقالة و63٬650٬417 صفحة و1٬299٬384٬916 تعديلًا و943٬897 ملفًا و49٬492٬147 مستخدمين مسجلين و107٬267 مستخدمًا نشطًا و837 إداريًا. ويكيبيديا الإنجليزية هي أول موسوعة في ويكيبيديا وهي أكثرها من حيث عدد المقالات، وهي أكبر حجما مرتين. بدءًا من العام 2007، كان ربع مجموع مقالات ويكيبيديا المتعددة اللغات ينتمي إلى ويكيبيديا الإنجليزية، إلا أن حصتها تتناقص تدريجيًا، حيث كانت تمثل نصف مقالات ويكيبيديا في 2003.
اعتبارًا من 1 فبراير 2020، وُجِد 6,007,640 مقالة على الموقع، بعد أن جاوزت نسبة 5 ملايين في 1 نوفمبر 2015.[بحاجة لمصدر] في أكتوبر 2015، بلغ إجمالي نصوص مقالات ويكيبيديا الإنجليزية 18.6 غيغابايت عند ضغطها.

## أول ويكيبيديا

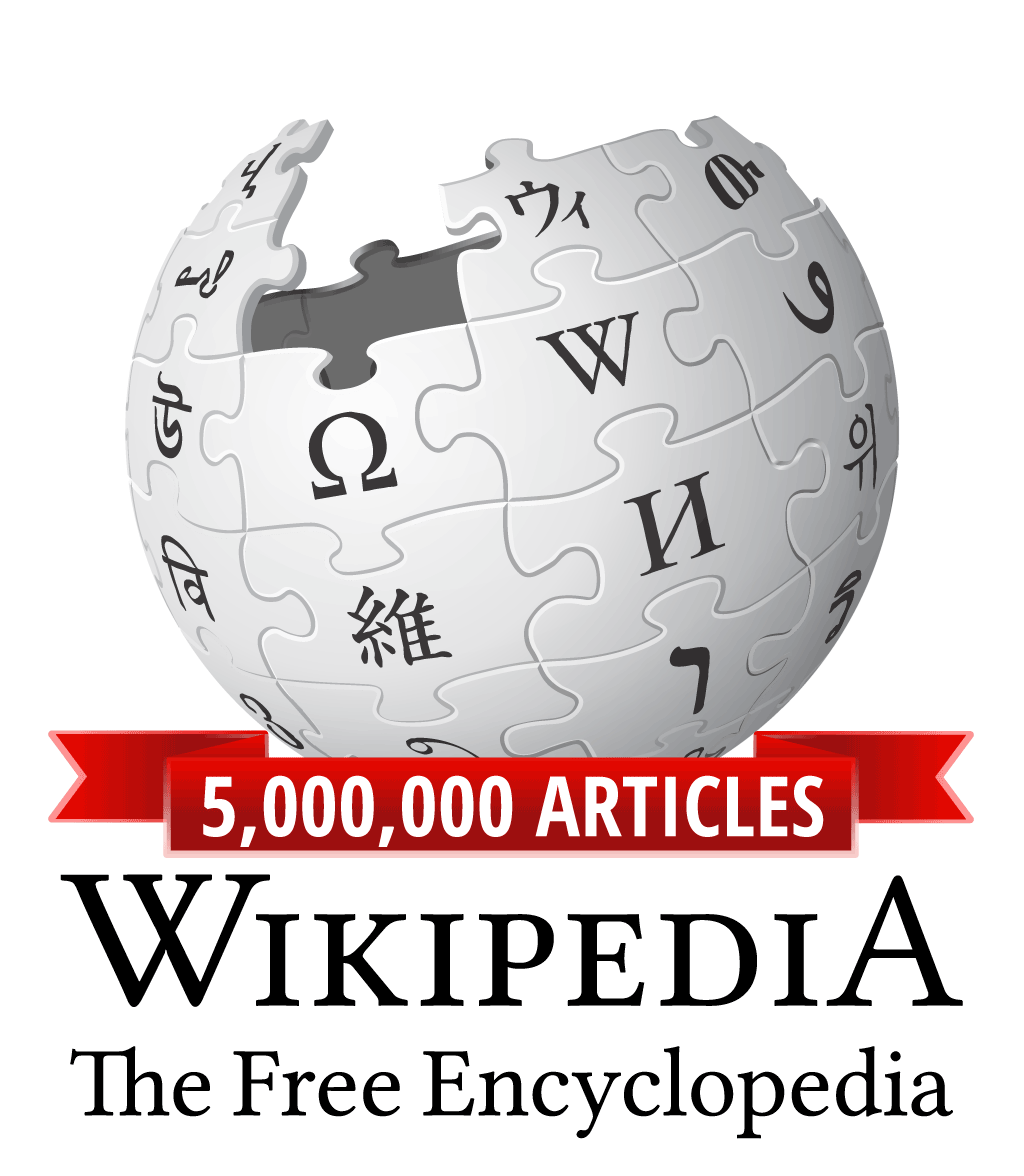
شعار ويكيبيديا الإنجليزية وتظهر كتابة 5 ملايين مقالة

ويكيبيديا الإنجليزية هي أولى إصدارات ويكيبيديا التي جرى إنشاؤها، وحتى الآن هي أكبرها حجمًا أيضًا. نظرًا لكونها أولى إصدارات ويكيبيديا، كانت رائدة في العديد من السياسات والقواعد التي تبنتها الويكيبيديات الأخرى. وفي المقابل فقد تبنت ويكيبيديا الإنجليزية سياسات متبعة في ويكيبيديا الألمانية، وويكيبيديات أخرى أصغر. هذا يتضمن «المقالة المختارة»
- في يوم 17 أغسطس، 2009 وصلت ويكيبيديا الإنجليزية للمقالة رقم 3 مليون.
- في يوم 2 نوفمبر، 2015 وصلت ويكيبيديا الإنجليزية للمقالة رقم 5 مليون.

على الرغم من أن ويكيبيديا الإنجليزية تخزن الصور والملفات الصوتية، وكذلك الملفات النصية، فقد نُقِل العديد من الصور إلى ويكيميديا كومنز بنفس الاسم كملفات جرى تمريرها. ومع ذلك، تحتوي ويكيبيديا الإنجليزية أيضًا على صور للاستخدامات الصوتية وملفات الصوت/الفيديو (مع قيود حقوق الطبع والنشر)، ومعظمها غير مسموح به في العموم.
العديد من المشاركين الأكثر نشاطًا في مؤسسة ويكيميديا، ومطوري برنامج ميدياويكي الذي يشغل ويكيبيديا، هم من مستخدمي اللغة الإنجليزية.

## وصلات خارجية
- الموقع الرسمي